# Julija Krewsun
Julija Krewsun, ukr. Юлія Кревсун (z domu Hurtowenko, ur. 8 grudnia 1980 w Winnicy) – ukraińska lekkoatletka specjalizująca się w krótkich biegach średniodystansowych, uczestniczka letnich igrzysk olimpijskich w Pekinie (2008).

## Sukcesy sportowe
- mistrzyni Ukrainy w biegu na 800 metrów – 2002[1], 2010, 2011
- halowa mistrzyni Ukrainy w biegu na 800 m – 2007, 2010
- halowa mistrzyni Ukrainy w sztafecie 4 x 400 m – 2012

| Rok  | Miasto     | Zawody                                  | Konkurencja   | Wynik         |
| ---- | ---------- | --------------------------------------- | ------------- | ------------- |
| 1999 | Ryga       | mistrzostwa Europy juniorów             | bieg na 800 m | srebrny medal |
| 2001 | Amsterdam  | młodzieżowe mistrzostwa Europy          | bieg na 800 m | 5. miejsce    |
| 2002 | Annecy     | superliga pucharu Europy                | bieg na 800 m | 6. miejsce    |
| 2002 | Monachium  | mistrzostwa Europy                      | bieg na 800 m | 5. miejsce    |
| 2007 | Bangkok    | uniwersjada                             | bieg na 800 m | złoty medal   |
| 2007 | Monachium  | superliga pucharu Europy                | bieg na 800 m | 2. miejsce    |
| 2008 | Stuttgart  | Światowy Finał IAAF                     | bieg na 800 m | 8. miejsce    |
| 2008 | Pekin      | igrzyska olimpijskie                    | bieg na 800 m | 7. miejsce    |
| 2009 | Berlin     | mistrzostwa świata                      | bieg na 800 m | 4. miejsce    |
| 2009 | Leiria     | superliga drużynowych mistrzostw Europy | bieg na 800 m | 1. miejsce    |
| 2009 | Hengelo    | mityng Fanny Blankers-Koen Games        | bieg na 800 m | 2. miejsce    |
| 2010 | Birmingham | mityng Aviva Indoor Grand Prix          | bieg na 800 m | 2. miejsce    |
| 2010 | Gateshead  | mityng Aviva British Grand Prix         | bieg na 800 m | 3. miejsce    |

## Rekordy życiowe
- bieg na 400 metrów – 52,45 – Kijów 03/08/2007
- bieg na 800 metrów – 1:57,32 – Pekin 16/08/2008
- bieg na 1000 metrów (stadion) – 2:41,65 – Stambuł 03/06/2006
- bieg na 1500 metrów – 4:06,50 – Jałta 12/06/2012
- bieg na 400 metrów (hala) – 54,51 – Sumy 22/02/2008
- bieg na 800 metrów (hala) – 2:00,36 – Birmingham 20/02/2010
- bieg na 1000 metrów (hala) – 2:39,53 – Moskwa 06/02/2011
- bieg na 1500 metrów (hala) – 4:13,43 – Gandawa 04/02/2007